# Ямельник (Дзялдовський повіт)
Ямельник (пол. Jamielnik) — село в Польщі, у гміні Лідзбарк Дзялдовського повіту Вармінсько-Мазурського воєводства.
Населення — 598 осіб (2011).
У 1975-1998 роках село належало до Цехановського воєводства.

## Демографія
Демографічна структура станом на 31 березня 2011 року:
|          | Загалом | Допрацездатний вік | Працездатний вік | Постпрацездатний вік |
| -------- | ------- | ------------------ | ---------------- | -------------------- |
| Чоловіки | 287     | 82                 | 186              | 19                   |
| Жінки    | 311     | 92                 | 172              | 47                   |
| Разом    | 598     | 174                | 358              | 66                   |